# Gouvernement Badoglio I
Royaume d'Italie 
 Période constitutionnelle transitoire
Mussolini Badoglio II
Le gouvernement Badoglio I (Governo Badoglio I, en italien) est le gouvernement du royaume d'Italie entre le 25 juillet 1943 et le 17 avril 1944, durant la XXXe législature.

## Historique

### Président du conseil des ministres
Pietro Badoglio